# Ricotta di fuscella
La ricotta di fuscella è un formaggio fresco prodotto con latte vaccino.

## Denominazione
La denominazione deriva dalla parola napoletana fiscella, presente anche nella lingua italiana letteraria, che indica il cestello forato di forma tronco conica, tradizionalmente fatto di ramoscelli di giunco o vimini intrecciati, nel quale viene trasportata e venduta. Con il termine fuscella viene indicata anche un'attrezzatura casearia comune per ottenere la ricotta, realizzata in materiale plastico adatto all'uso alimentare. Ha una forma di contenitore tronco conico forato con delle piccole fessure.

## Caratteristiche
È un formaggio dalla forma tronco piramidale, ciascuna ricotta ha un peso inferiore ai 2 kg, ha colore bianco porcellana, senza crosta e dalla consistenza pastosa, con sapore delicato e dolce.

## Processo di produzione
Il latte derivato dalla mungitura, che viene utilizzato crudo o pastorizzato, viene filtrato e refrigerato. Successivamente viene salato e portato ad una temperatura di 84-85° e acidificato. Dopo circa trenta minuti, mantenendo la temperatura ai valori precedenti, si separa la massa coagulata che viene disposta in cestelli forati di forma tronco conica, e conservata nel ghiaccio per dieci giorni. Non vengono utilizzati acidi organici o correttori di pH di natura chimica. La fase finale prevede il confezionamento della ricotta all'interno di un involucro protettivo, mantenuto e commercializzato privo del liquido di governo.

## Zone di produzione
La produzione di questo formaggio avviene in tutta la provincia di Napoli, ed è consolidato nel comune di Sant'Anastasia, dove anticamente era presente un fiorente allevamento caprino, il cui latte garantiva la produzione in tutta la regione.

## Abbinamenti
Si consuma da sola e viene impiegata nella preparazione di molti piatti tradizionali della Campania, dalla pasta ripiena ai dolci come la pastiera.